# Erazmianie
Erazmianie – grono uczniów, zwolenników i kontynuatorów myśli Erazma z Rotterdamu.

## Twórczość
Tworzyli oni jedną z kilku grup odpowiedzialnych za propagowanie idei reformacyjnych. Jako członkowie elit intelektualnych recypowali zarówno traktaty reformacyjne, jak i polemiki antyreformacyjne, przyswajając ich treść i propagując argumenty. Jako członkowie elit politycznych współdecydowali także o pierwszych oficjalnych reakcjach na reformację, uczestnicząc w podejmowaniu strategicznych decyzji i przygotowując podstawowe dokumenty. Ostateczny kształt relacji między nowożytnym państwem a Kościołami protestanckimi został wytworzony także pod ich wpływem. Innymi słowy, erazmianie nie tylko przeżywali wydarzenia reformacyjne we własnym kręgu, lecz oddziaływali również na przebieg procesów obejmujących całe społeczeństwo, będąc zarazem ich uczestnikami.

## Działalność erazmian w Polsce
Od początku XVI w. aż przez całą jego I połowę polski katolicyzm funkcjonował pod dużym wpływem poglądów Erazm z Rotterdamu. Tendencje te umocnił wędrowny humanista Leonard Cox, który erazmianizm propagował na Akademii Krakowskiej w czasie wykładów w latach 1519 oraz 1525-1526.
Pierwsza grupa erazmian funkcjonowała w latach 20. XVI w. wśród młodych humanistów w Krakowie, którzy byli skupieni wokół biskupa Piotra Tomickiego i Andrzeja Krzyckiego. Mieli oni bezpośredni kontakt z Erazmem. Jej przedstawiciele przejawiali krytycyzm wobec scholastyki. Niewielu spośród nich, w tym Jan Łaski, opowiedziało się wprost za reformacją. Jednym z najaktywniejszych członków koła był Stanisław Hozjusz (czerpał z myśli Erazma to, co było zgodne z katolicką ortodoksją).
Kolejne koło erazmian działało także w Krakowie po 1540 i funkcjonowało w kręgu literata Andrzeja Trzecieskiego, gdzie aktywni byli m.in. Franciszek Lismanini (franciszkanin, spowiednik królewski, ostatecznie zerwał z katolicyzmem) czy Jakub Uchański. W gronie tym głoszono radykalne poglądy społeczne i religijne.
Erazmianie odcisnęli bardzo silne piętno na polityce prowadzonej przez dwór Zygmunta Starego. Na politykę tę wpłynęła w ogromnym stopniu decyzja o oficjalnym przyjęciu luteranizmu przez wielkiego mistrza zakonu krzyżackiego Albrechta Hohenzollerna, kryzys polityczny na Węgrzech oraz przemiany polityczne wywołane przez reformację w Rzeszy. Polscy erazmianie brali udział nie tylko w przygotowaniu konwersji Albrechta, lecz także w licznych misjach dyplomatycznych w obronie pruskiego księcia. Równocześnie idee reformacyjne trafiały do szlachty, wśród której znajdowały podatny grunt ze względu na jej silny antyklerykalizm oraz konflikty stanowe wokół kwestii podatkowych i jurysdykcji.
Zwolennikami i propagatorami poglądów Erazma (prócz wyżej wymienionych) byli: Maciej Pyrsner, Anzelm Eforyn, Andrzej Zebrzydowski, Jodok Ludwik Decjusz, Andrzej Glaber, Jerzy z Tyczyna, Jakub z Gostynia, Jakub Bełza, Marycjusz z Pilzna, Wojciech z Nowego Pola, Stanisław Grzepski.